# Liste der Naturdenkmale in Großenkneten
Die Liste der Naturdenkmale in Großenkneten enthält die Naturdenkmale in Großenkneten im Landkreis Oldenburg in Niedersachsen.
Am 31. Dezember 2016 gab es nach der Statistik des Niedersächsischen Landesbetrieb für Wasserwirtschaft, Küsten- und Naturschutz im Landkreis Oldenburg insgesamt 346 Naturdenkmale im Zuständigkeitsbereich der Unteren Naturschutzbehörde.
Die vom Landkreis Oldenburg veröffentlichten Listen enthalten insgesamt 354 Naturdenkmale. Von diesen liegen 46 im Gebiet der Gemeinde Großenkneten.

## Naturdenkmale
| Bild            | Bezeichnung                       | Ort, Lage                         | Beschreibung | Schutzzweck | Nummer |
| --------------- | --------------------------------- | --------------------------------- | --- | ----------- | ------ |
| BW              | Buchenallee Großenkneten          | (52° 56′ 19,9″ N, 8° 16′ 49,5″ O) | etwa 2 km lange, landschaftsbildprägende Allee. Fläche 12700 m² |             | ND 301 |
| BW              | Das Imschlatt                     | (52° 53′ 24,5″ N, 8° 15′ 52,7″ O) | Vermoortes, von Kiefernwald umgebenes Schlatt mit hochmoortypischer Vegetation. Fläche 12700 m² |             | ND 302 |
| BW              | Buche beim Schüttkofen            | (52° 56′ 1,3″ N, 8° 11′ 40,2″ O)  | alte, freistehende Buche mit tief ansetzender, weit ausladender Krone, Höhe ca. 12 m, Stammumfang 6 m. Fläche 530 m² |             | ND 303 |
| BW              | Kapetstein                        | (52° 57′ 7,2″ N, 8° 10′ 22,8″ O)  | Granitfindling mit einer Grundfläche von 2 × 2,5 m und einer Höhe von 1 m oberhalb der Erdoberfläche |             | ND 304 |
| BW              | 12 Apostel                        | (52° 55′ 31,8″ N, 8° 8′ 54″ O)    | 13 Granitfindlinge. Fläche 35 m² |             | ND 305 |
| Fotos hochladen | Mammutbaum in Huntlosen           | (52° 59′ 35,3″ N, 8° 15′ 59″ O)   | Alter ca. 145 Jahre, durch Blitzschlag geschädigt, Höhe ca. 15,5 m, Stammumfang 5,34 m. Fläche 345 m² |             | ND 306 |
| BW              | Eiche in Amelhausen               | (52° 56′ 59,1″ N, 8° 19′ 53,1″ O) | freistehende Eiche, die sich in 4 m Höhe in 2 starke Stämmlinge gabelt, Höhe ca. 20 m, Stammumfang 4,10 m, Kronendurchmesser ca. 19 m. Fläche 285 m² |             | ND 307 |
| BW              | Eiche in Haast                    | (52° 56′ 52,4″ N, 8° 11′ 55,2″ O) | freistehende Eiche, starker Efeubewuchs, Höhe ca. 18 m, Stammumfang 4,70 m, Kronendurchmesser ca. 22,0 m. Fläche 380 m² |             | ND 309 |
| BW              | Eiche am Schafkoben               | (52° 55′ 52,9″ N, 8° 11′ 21,2″ O) | vermutlich durch Schafbeweidung verbissene Traubeneiche, gabelt in 1,20 m Höhe in zahlreiche Kronenäste, Alter ca. 300 Jahre, Höhe ca. 13 m, Stammumfang 6,00 m, Kronendurchmesser ca. 28,0 m. Fläche 315 m² |             | ND 310 |
| BW              | Eiche beim Schüttkofen            | (52° 56′ 2,8″ N, 8° 11′ 25,8″ O)  | freistehende Traubeneiche, Höhe ca. 16 m, Stammumfang 4,20 m, Kronendurchmesser ca. 22,0 m, Alter ca. 250 Jahre. Fläche 380 m² |             | ND 311 |
| BW              | Buche beim Rüspelkämpe            | (52° 53′ 36,4″ N, 8° 15′ 34,8″ O) | am Waldrand stehende Buche mit weit ausladender Krone, gabelt in ca. 5 m Höhe in 3 aufstrebende, starke Kronenäste, Alter ca. 200 Jahre, Höhe ca. 25 m, Stammumfang 4,30 m, Kronendurchmesser ca. 23,0 m. Fläche 415 m² |             | ND 312 |
| BW              | Eiche beim Herrberg               | (52° 53′ 49,8″ N, 8° 15′ 29,1″ O) | am Gehölzrand stehende Eiche, Stamm gabelt sich in 3 m Höhe in mehrere Kronenäste, Höhe ca. 25 m, Stammumfang 4,83 m, Kronendurchmesser ca. 26,0 m. Fläche 530 m² |             | ND 313 |
| BW              | Findling im Hegeler Wald          | (52° 59′ 0,2″ N, 8° 13′ 21,2″ O)  | Granitfindling mit einer Grundfläche von 2 × 1,30 m und einer Höhe von 1,40 m |             | ND 314 |
| BW              | Das Lickschlatt                   | (52° 53′ 24″ N, 8° 17′ 20,2″ O)   | Offene Wasserfläche auf einer Anhöhe inmitten einer Weide. Fläche 15700 m² |             | ND 315 |
| BW              | Tümpel am Obersten Busch          | (52° 53′ 16″ N, 8° 16′ 26,3″ O)   | Offene Wasserfläche, randlich typische Verlandungsvegetation. Fläche 850 m² |             | ND 316 |
| Fotos hochladen | Das bultige Schlatt               | (52° 55′ 6,3″ N, 8° 13′ 47,9″ O)  | Schlatt mit offener Wasserfläche, Verlandungsvegetation, Amphibienlaichgewässer. Fläche 3200 m² |             | ND 317 |
| Fotos hochladen | Das Moorschlatt                   | (52° 55′ 56,5″ N, 8° 14′ 6,7″ O)  | Offene Wasserfläche, randlich typische Verlandungsvegetation. Fläche 850 m² |             | ND 318 |
| BW              | Eiche in Döhlen                   | (52° 57′ 50,2″ N, 8° 14′ 49,2″ O) | Ortsbildprägende Hofeiche an einer Weggabelung, Höhe ca. 21 m, Stammumfang 3,30 m, Kronendurchmesser ca. 18,0 m, Alter ca. 200 Jahre. Fläche 255 m² |             | ND 319 |
| BW              | Buche am Sandberg                 | (52° 56′ 51″ N, 8° 16′ 30,4″ O)   | Hälfte einer ehemals mächtigen Buche, Alter ca. 250 Jahre. Fläche 415 m² |             | ND 320 |
| BW              | Buche am Rieskamp                 | (52° 56′ 15″ N, 8° 14′ 44,4″ O)   | Mächtige Buche nahe einem Wohnhaus, Kronenansatz in ca. 4 m Höhe, Krone ist sehr gleichmäßig ausgebildet, Höhe ca. 22 m, Stammumfang 4,60 m, Kronendurchmesser ca. 25 m, Alter ca. 280 Jahre. Fläche 490 m² |             | ND 321 |
| BW              | Wichmann's Rotbuche               | (52° 56′ 33,6″ N, 8° 10′ 2,4″ O)  | Gekappter Torso einer ehemals mächtigen Buche, Stammumfang 4,60 m. Fläche 350 m² |             | ND 322 |
| BW              | Grotelüschen's Rotbuche           | (52° 56′ 40,8″ N, 8° 10′ 20,2″ O) | Freistehende Rotbuche, Höhe ca. 20 m, Stammumfang 4,0 m, Kronendurchmesser ca. 24 m, Alter ca. 250 Jahre. Fläche 455 m² |             | ND 323 |
| BW              | Findling "König Och"              | (52° 55′ 18,8″ N, 8° 12′ 41,2″ O) | Granitfindling mit einer Grundfläche von 2,10 × 1,70 m und einer Höhe von 2 m |             | ND 324 |
| BW              | Eiche in Sandhörn                 | (52° 53′ 44,9″ N, 8° 14′ 11,2″ O) | Traubeneiche, Höhe ca. 21 m, Stammumfang 4,12 m, Kronendurchmesser ca. 17 m, Alter ca. 300 Jahre. Fläche 230 m² |             | ND 325 |
| BW              | Tonaufschlüsse in Huntlosen       | (52° 59′ 30,9″ N, 8° 15′ 36″ O)   | Verfaltungen von Lauenburger Ton an 2 Erdaufschlüssen in der Böschung der ehemaligen Tongrube. Fläche 23800 m² |             | ND 326 |
| BW              | Schlatt beim Alten Kamp           | (52° 54′ 14,8″ N, 8° 15′ 27,3″ O) | Schlatt mit offener Wasserfläche, randlich Flatterbinsenbestand, inmitten einer Weide. Fläche 11700 m² |             | ND 327 |
| BW              | Engelsches Moor                   | (52° 55′ 32,1″ N, 8° 17′ 15,7″ O) | Entwässerte Moorrestfläche mit unterschiedlichen Vegetationsformen. Eichen-Birken-Kiefernwald, Moorbirkenwald, Schilffläche, Krähenbeerenheide. Fläche 21700 m² |             | ND 329 |
| BW              | Das Breeschlatt                   | (52° 55′ 54,8″ N, 8° 16′ 2,2″ O)  | Schlatt mit kleiner, offener Wasserfläche, überwiegend Schilfbestand, am Rande einer Weide. Fläche 4500 m² |             | ND 330 |
| BW              | Alte Bulten                       | (52° 57′ 26,6″ N, 8° 18′ 18,8″ O) | ehemalige Handtorfstiche mit Verlandungsvegetation, Moorweidengebüsch und Moorbirkenwald und angrenzendem Feuchtgrünland. Fläche 88200 m² |             | ND 331 |
| BW              | Schlatt in der Kohlenkämpe        | (52° 53′ 43,3″ N, 8° 14′ 54,9″ O) | Flach überstautes Schlatt inmitten von Weidegrünland mit Binsen- und Seggenbestand. Fläche 7200 m² |             | ND 332 |
| BW              | Dünengelände am Sannumer Esch     | (53° 0′ 6,2″ N, 8° 15′ 49,9″ O)   | landschaftsbildprägende, bewaldete Binnendüne mit eindrucksvollen Höhenunterschieden bis zu 6 m. Am Westende fast baumfrei, teilweise lichte Waldbestände mit Eichen und Birken, Faulbaum und Eberesche. In der Krautschicht aspektbildend Geschlängelte Schmiele. An der Südseite Baumreihe aus alten Buchen. Fläche 24800 m² |             | ND 333 |
| BW              | Kratteichenwall südlich Bissel    | (52° 56′ 27,4″ N, 8° 10′ 6″ O)    | Doppelwall mit typisch ausgebildeten Kratteichen, jungen Birken und Kiefern. Fläche 2000 m² |             | ND 334 |
| BW              | Eiche am Forst                    | (52° 59′ 20,9″ N, 8° 15′ 30,7″ O) | Eiche, Stammumfang 4,28 m, Kronendurchmesser ca. 30 m, Höhe über 20 m. Mächtiger Einzelbaum, bis in die Krone dicht mit Efeu überwachsen |             | ND 335 |
| BW              | Döhler Brook                      | (52° 58′ 10,3″ N, 8° 16′ 24,8″ O) | Feuchtwiese mit umgebender Wallhecke und alten Eichen sowie angelegten Blänken mit artenreicher Verlandungsvegetation. Fläche 17982 m² |             | ND 336 |
| BW              | Kratteichenwall/Sager Schweiz     | (52° 56′ 22,8″ N, 8° 13′ 21,1″ O) | mit Kratteichen bestandene, ehemalige Wanderdüne. Fläche 41750 m² |             | ND 337 |
| BW              | Heidefläche Hohe Lieth            | (52° 57′ 34,2″ N, 8° 14′ 23,6″ O) | Trockengebiet mit Sandheide und Sandmagerrasen. Fläche 35000 m² |             | ND 338 |
| BW              | Braunseggenried am Hageler Bach   | (52° 54′ 41,9″ N, 8° 18′ 1,5″ O)  | Braunseggenriede und Gagelgebüsch auf feuchtem bis nassen Anmoorboden am basenarmen Quellhang der Hageler Höhe. Fläche 50500 m² |             | ND 339 |
| BW              | Heideflächen an der Lethe         | (52° 57′ 17,7″ N, 8° 7′ 24,2″ O)  | Gut ausgeprägte Sandheide und Glockenheide mit gepflanzten Wacholderbüschen. Fläche 15750 m² |             | ND 340 |
| BW              | Birkenbruch im Ahlhorner Moor     | (52° 54′ 15,3″ N, 8° 16′ 57,7″ O) | Nasser Torfmoos-Birkenbruchwald mit eingelagerten Torfstichen, üppig mit Sumpfcalla, auch mit Hundsstraussgras überwachsen. Seggen, Drahtschmiele, Pfeifengras, vereinzelt Schmalblattwollgras, stellenweise üppige Torfmoosschicht                                                                                            |             | ND 341 |
| BW              | Sandtrockenrasen am Wachtberg     | (52° 56′ 8,6″ N, 8° 13′ 44,7″ O)  | Sandtrockenrasen und Sandheide auf dem Wachtberg. Vorherrschend Schafschwingel und Silbergras, sowie Moos- und Flechtenteppiche. Fläche 1250 m² |             | ND 342 |
| BW              | Sandtrockenrasen Hengstlager Höhe | (52° 59′ 1,1″ N, 8° 11′ 47,6″ O)  | Sandtrockenrasen, Sandheide und trockener Eichen-Kiefernmischwald auf einer Flugsanddüne. Magerrasen, teilweise mit Silbergras oder Borstgras, Moos- und Flechtenteppichen und Sandheide. Fläche 29000 m² |             | ND 343 |
| BW              | Findling bei Hagel                | (52° 54′ 54,3″ N, 8° 16′ 16,4″ O) | Findling von 1,8 × 2,0 m Fläche |             | ND 344 |
| BW              | Buche am Kirchholz                | (52° 56′ 15,5″ N, 8° 14′ 10,1″ O) | mächtige Buche von 4,15 m Stammumfang und 30 m Höhe, die sich am Kronenansatz in ca. 3 m Höhe in mehrere starke Stämmlinge aufteilt. |             | D 345  |
| BW              | Drei Kratteichen am Rickensand    | (52° 56′ 14,3″ N, 8° 13′ 35,8″ O) | Drei freistehende Kratteichen von 4,15 m, 2,48 m und 3,47 m Stammumfang mit sehr tiefem Kronenansatz. Fläche 500 m² |             | ND 346 |
| BW              | Gräberfeld Hageler Höhe           | (52° 55′ 33,6″ N, 8° 16′ 53,9″ O) | Gräberfeld mit 5 vorgeschichtlichen Hügelgräbern auf sandigem Moränenrücken. Heidevegetation im Übergang zu einem lichten Eichen-Mischwald. Fläche 47134 m² |             | ND 347 |
| Fotos hochladen | Gräberfeld Hespenbusch            | (52° 56′ 19,5″ N, 8° 17′ 29,3″ O) | Gräberfeld mit 52 Grabhügeln auf sandigem Moränenrücken mit Heidevegetation. Fläche 24616 m² |             | ND 348 |